# Ekvatorijalni Indijanci
Ekvatorijani Idijanci, grana indijanskih jezika i plemena Velike porodice Andean Equatorial, čiji se jezici govore, ili su se govorili, na ogromnom području Južne Amerike, naročito u unutrašnjosti u područjima tropskih kišnih šuma, sve od Antilske Amerike pa na jug do južnog Brazila i Bolivije, i od Atlantske obale na zapad do planinskog lanca Kordiljera. 
Porodice koje ulaze u njezin sastav su: Arawakan, Arauan, Chapacuran, Tupian, Timotean, Caririan, Zamucoan, Mocoa (Koche, Coche), Salivan, Guahiban, Trumaian, Otomacan, Yuracaré i Cayuvava. Greenberg 1987. uključuje uz ostale i Jivaroan.